# Coracina pectoralis
Coracina pectoralis е вид птица от семейство Campephagidae.

## Разпространение
Видът е разпространен в Ангола, Бенин, Ботсвана, Буркина Фасо, Бурунди, Камерун, Централноафриканската република, Демократична република Конго, Кот д'Ивоар, Етиопия, Гамбия, Гана, Гвинея, Гвинея-Бисау, Кения, Малави, Мали, Мозамбик, Намибия, Нигерия, Сенегал, Сиера Леоне, Южна Африка, Южен Судан, Судан, Свазиленд, Танзания, Того, Уганда, Замбия и Зимбабве.